# Цис-пентен-2
Цис-2-пентен —  имеет на втором атоме углерода , одну двойную связь (С=С), этот ключ не может быть повернут, обе стороны метилового и этилового взаимодействия в положении цис.

## Цель
Используется в органическом синтезе и в качестве ингибитора полимеризации.

## Опасность
- Опасности для здоровья — Этот продукт обладает анестезией и раздражает глаза, дыхательные пути и кожу. Вдыхание может вызвать головную боль, головокружение, тошноту, слабость, слабость в конечностях и т. Д.[2]
- Экологические опасности — Вреден для окружающей среды и может вызвать загрязнение водоемов, почвы и атмосферы.
- Взрывоопасность — Этот продукт чрезвычайно огнеопасен и раздражает[2].
- Опасные характеристики — Пар и воздух могут образовывать взрывоопасную смесь, которая может вызвать возгорание и взрыв в случае открытого огня и высокой тепловой энергии. При пожаре отапливаемый контейнер может взорваться. Его пары тяжелее воздуха и могут распространяться в относительно отдаленном месте в более низком месте[2].

## См также
- Пентены